# 遊戲駭客族
《遊戲駭客族》（英語：Game Hackers）是東森綜合台電玩節目，1997年2月12日舉辦宣傳記者會，1997年2月16日12:30～14:00開播，1999年3月28日停播，標榜亞洲第一個集合動畫、漫畫、電腦遊戲（PC game）及電視遊戲（TV game）的外景綜藝電視競賽節目，與同時期臺灣電視史上其他電玩節目最大不同處在於開放觀眾組隊參賽，開場口號：「《遊戲駭客族》，hacker！」
《遊戲駭客族》主持形式為一男一女主持，男主持人固定為「SD太郎」胡龍雲，女主持人先後有寇乃馨、蠟筆小嵐與小嫻。第一季播出期間為1997年2月16日至1997年5月11日，首播時間為每星期日13點整至14點30分。第二季於1997年5月18日開播，首播時間為每星期日17點整至18點30分。1998年9月20日，小嫻成為《遊戲駭客族》女主持人，稱號「世紀末電玩次世代美少女」。
《遊戲駭客族》錄影地點為臺北市中正區忠孝西路一段36號1樓及地下1樓（壽德大樓）「T.T.Station資訊廣場」、臺中市中區中華路一段「黃金眼流行俱樂部」與臺北市中正區館前路「NOVA資訊廣場臺北店」。1998年11月22日，《遊戲駭客族》與龍勇實業《電玩時代週刊》在NOVA資訊廣場臺北店合辦「電玩英雄會」，《遊戲駭客族》現場播出1998年東京電玩展實況錄影。
至今仍有觀眾向胡龍雲表示希望能在YouTube重溫《遊戲駭客族》，但胡龍雲表示，由於母帶版權問題太複雜，無法在YouTube發布《遊戲駭客族》官方版。

## 單元
《遊戲駭客族》第二季的單元如下，每集各有三隊參賽：
主要單元
- 〈各顯身手〉

以單一遊戲軟體為主，三隊參賽者各自在自己的個人電腦上進行分組競賽或網路遊戲。依各隊成績好壞，依本單元設定規則給分。
- 〈雷霆任務〉

主持人現場出題後，各隊必須在每題搶答前完成指定遊戲之過關條件，完成過關條件後才可以回到各隊桌前按鈴搶答。依是否答題正確及是否完成過關條件給分。
- 〈名人出招〉

主持人現場制定規則，各隊各派一人與特別來賓對戰，擊敗特別來賓者即可得到規定的分數。
- 〈IQ大挑戰〉

以動畫、漫畫、電腦遊戲及電視遊戲內容為素材，製作短片作為題目。各隊以搶答或各隊同時作答等方式作答。
- 〈石破天驚對戰賽〉

各隊派代表參加指定遊戲軟體之交叉對戰。各組可在出賽的兩場比賽中，決定一人參賽、或兩名隊友在不同場次換手來參賽。依對戰結果給分。
- 〈遊戲投注站〉

三隊參賽者拿出自己的積分來押注。特別來賓實地操作指定遊戲軟體後，依其結果決定順利命中特別來賓成績之各組押注分數所乘倍率，最後綜合本集比賽全部結果公布各隊總成績。
轉場小單元
- 〈七嘴八舌留言板〉

觀眾以70字內之字數表達自己要對任何人、事、時、地、物說的話，並將個人資料與要說的話以電子郵件或來信送達製作單位，經製作單位採用的話將傳送至亞洲各收視國家。
- 〈遊戲宅急便〉

SD太郎的採訪小組提供新遊戲、遊戲排行榜、最新消息報導等內容。
- 〈駭客發燒站〉

SD太郎介紹與《遊戲駭客族》相關的有趣網站。
- 〈高手秘笈〉

介紹時下流行遊戲軟體的過關方法或秘技。
- 〈SD太郎名作劇場〉

SD太郎結合其蒐集遊戲軟體的經驗，開闢的懷舊單元。